# John Parker (Politiker)
John Parker (* 24. Juni 1759 in Charleston, Province of South Carolina; † 20. April 1832 bei Charleston) war ein US-amerikanischer Politiker, der als Delegierter aus South Carolina am Kontinentalkongress teilnahm.
Nachdem er zunächst seine Schulbildung zunächst in seiner Heimat South Carolina erhalten hatte, ging John Parker nach England und machte seinen Abschluss am Middle Temple in London. Er kehrte dann nach Amerika zurück, wurde 1785 in die Anwaltskammer aufgenommen und begann in Charleston als Jurist zu praktizieren. Außerdem betrieb er in der Nähe seiner Geburtsstadt eine Plantage, auf der er Reis anbaute.
Von 1786 bis 1788 nahm Parker an den Sitzungen des Kontinentalkongresses teil, der in dieser Zeit ausnahmslos in New York City tagte. Danach ließ er sich wieder in Charleston nieder, wo er sich um seine Besitzungen „Hayes“ und „Cedar Grove“ kümmerte. Er starb im April 1832 und wurde auf dem Hayes-Anwesen in Goose Creek beigesetzt.